# Computer Uitwijk Centrum

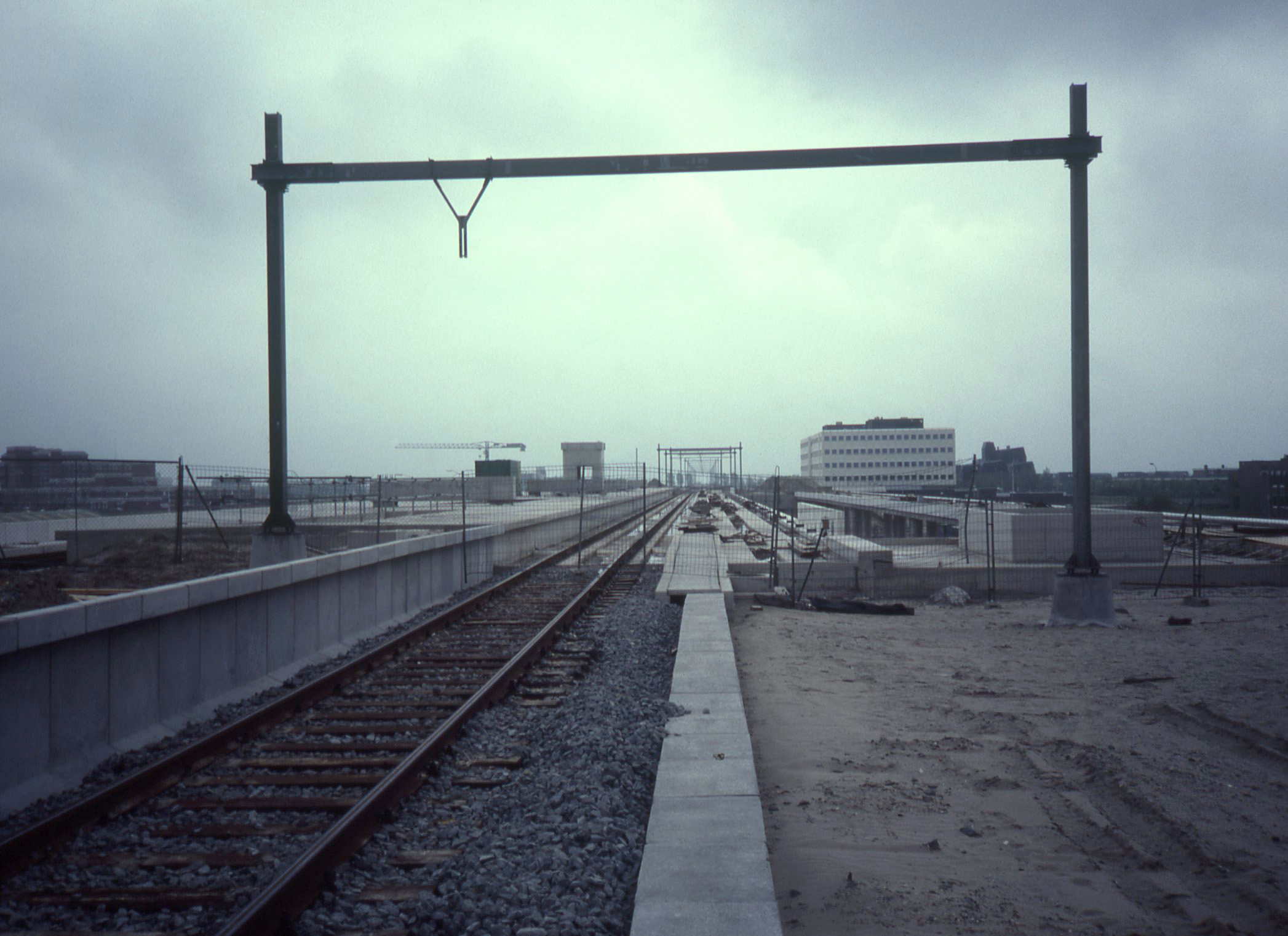
Rechts de twee witte blokken van het Computer Uitwijk Centrum in 1987, gezien vanaf station Lelystad Centrum

Het Computer Uitwijk Centrum (CUC) was een datacenter, gevestigd op Botter 15 90 in de Nederlandse plaats Lelystad. Het was specifiek bedoeld als back-uplocatie voor grote dataverwerkende bedrijven, zoals banken, verzekeraars en luchtvaartmaatschappijen. 
Het markante gebouw naast station Lelystad Centrum bestaat uit twee kantoortorens, met daaronder ruimte die destijds bestemd was voor computerapparatuur, en is omgeven door een 'slotgracht' die moest verhinderen dat vrachtwagens met explosieven tegen de muren zouden rijden.
Het centrum werd in november 1982 geopend, en had twee jaar daarna zo'n 30 klanten, waaronder grootbank NMB, de KLM en het Rijkscomputercentrum. In 1991 werd het CUC overgenomen door Getronics. De omzet bedroeg toen 34 miljoen gulden. In 1998 kreeg het de naam Business Continuity. In 2016 werd het centrum, dat inmiddels eigendom was van KPN, gesloten omdat de infrastructuur niet meer aan de moderne eisen voldeed. De activiteiten werden verhuisd naar Almere.
Na de sluiting van het gebouw kwam het in 2001 in het bezit van een vastgoedondernemer, thans Opportunity Vastgoed geheten. Het bleek echter, ook na veel overleg met gemeente Lelystad, moeizaam om tot concrete actie voor herbestemming of sloop te komen en de verpaupering sloeg toe.